# Boks na Igrzyskach Panamerykańskich 1959
Turniej bokserski III Igrzysk Panamerykańskich odbył się w dniach 31 sierpnia - 4 września 1959 w Chicago (Stany Zjednoczone). Rozegrany został w dziesięciu kategoriach wagowych.

## Medaliści
| Kategoria                      | Złoty                               | Srebrny                           | Brązowy                             |
| waga musza (51 kg)             | Miguel Angel Botta · Argentyna      | José Neves · Brazylia             | Armando Blanco · Wenezuela          |
| waga kogucia (54 kg)           | Waldo Claudiano · Brazylia          | Carlos Cañete · Argentyna         | Petros Spanakos · Stany Zjednoczone |
| waga piórkowa (57 kg)          | Carlos Aro · Argentyna              | Charles Brown · Stany Zjednoczone | Mario Gárate · Chile                |
| waga lekka (60 kg)             | Abel Laudonio · Argentyna           | Gualberto Gutiérrez · Urugwaj     | Marío Romero · Wenezuela            |
| waga lekkopółśrednia (63,5 kg) | Vincent Shomo · Stany Zjednoczone   | Luis Aranda · Argentyna           | Humberto Dip · Meksyk               |
| waga półśrednia (67 kg)        | Alfredo Cornejo · Chile             | Aurelio González · Argentyna      | Manuel Alves · Brazylia             |
| waga lekkośrednia (71 kg)      | Wilbert McClure · Stany Zjednoczone | José Burgos · Wenezuela           | Helio Crescencio · Brazylia         |
| waga średnia (75 kg)           | Abrao de Souza · Brazylia           | Bob Foster · Stany Zjednoczone    | Carl Crawford · Gujana              |
| waga półciężka (81 kg)         | Amos Johnson · Stany Zjednoczone    | Rafael Gargiulo · Argentyna       | Carlos Lucas · Chile                |
| waga ciężka (>81 kg)           | Allen Hudson · Stany Zjednoczone    | Eduardo Corletti · Argentyna      | Jurandyr Nicolau · Brazylia ·       |

## Klasyfikacja medalowa
| Poz.    | Państwo           |    |    |    | Razem |
| ------- | ----------------- | -- | -- | -- | ----- |
| 1       | Stany Zjednoczone | 4  | 2  | 1  | 7     |
| 2       | Argentyna         | 3  | 5  | 0  | 8     |
| 3       | Brazylia          | 2  | 1  | 3  | 6     |
| 4       | Chile             | 1  | 0  | 2  | 3     |
| 5       | Wenezuela         | 0  | 1  | 2  | 3     |
| 6       | Urugwaj           | 0  | 1  | 0  | 1     |
| 7       | Gujana            | 0  | 0  | 1  | 1     |
| 7       | Meksyk            | 0  | 0  | 1  | 1     |
| Łącznie | Łącznie           | 10 | 10 | 10 | 30    |